# 歐比特
歐比特（英語：Orbit），美國職棒大聯盟休士頓太空人隊吉祥物，造型為一隻絨毛外星生物，是現今美國職棒大聯盟當中人氣最高的吉祥物之一，除此之外也參與像是社區節日和遊行等公共場合以及公司活動和生日派對等私人活動。

## 特色
歐比特個性調皮愛搗蛋，經常在美粒果公園球場的加油區耍寶帶動氣氛，也經常在對方明星球員上場時不時給予干擾，甚至會對三壘客隊看台區的客場球迷惡作劇。

## 歷史
歐比特於西元1990年成為太空人的吉祥物，而其命名有向美國太空總署致敬的意味，而綠色絨毛外星怪的造型則是從當時一萬件兒童投稿中所選出來的。西元1999年時，歐比特曾一度失業，當時休士頓太空人決定讓名叫Junction Jack的兔子取而代之為新的吉祥物，直到西元2010年，球迷們發起了歐比特回歸運動，西元2012年11月歐比特隨著美國職棒大聯盟將休士頓太空人隊從國聯搬到美聯再次成為太空人隊的吉祥物，直到現今。